# Isodiametridae
Famille
Les Isodiametridae sont une famille de l'embranchement des Acoela. 

## Liste desgenres
- Alluna Faubel & Regier, 1983
- Ancylocirrus Kozloff, 2000
- Aphanostoma Ørsted, 1845
- Archaphanostoma Dörjes, 1968
- Avagina Leiper, 1902
- Baltalimania Ax, 1959
- Bursosaphia Dörjes, 1968
- Diatomovora Kozloff, 1965
- Faerlea Westblad, 1945
- Haplocelis Dörjes, 1968
- Isodiametra Hooge & Tyler, 2005
- Otocelis Diesing, 1862
- Postaphanostoma Dörjes, 1968
- Praeaphanostoma Dörjes, 1968
- Praeconvoluta Dörjes, 1968
- Proaphanostoma Dörjes, 1972
- Proconvoluta Dörjes, 1968
- Pseudaphanostoma Westblad, 1946
- Pseudoposthia Westblad, 1946
- Raphidophallus Kozloff, 1965
- Rimicola Bohmig, 1908

## Référence
- Hooge & Tyler, 2005 New tools for resolving phylogenies: A systematic revision of the Convolutidae (Acoelomorpha, Acoela). Journal of zoological systematics and evolutionary research 43 pp. 100-113. Texte original